# ورونیکا کپده رویگ
 ورونیکا کپده رویگ (انگلیسی: Verónica Cepede Royg؛ زادهٔ ۲۱ ژانویهٔ ۱۹۹۲) یک تنیس‌باز اهل پاراگوئه است. 